# Charles de Gontaut Biron

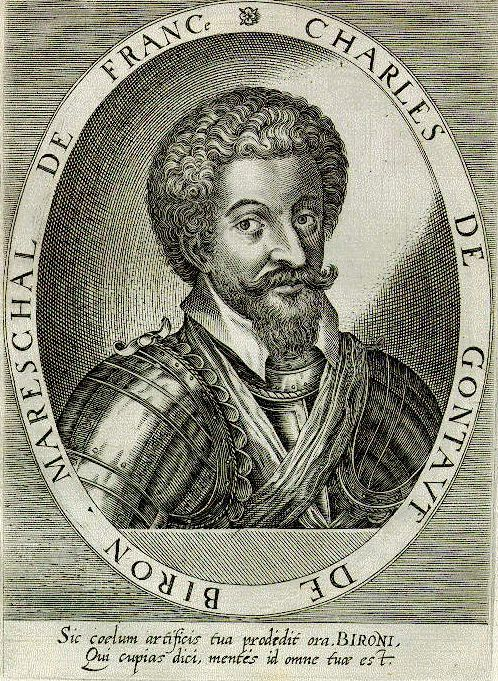
Charles de Gontaut Biron

Charles de Gontaut Biron, baron och senare hertig av Biron, född 1562 och död 31 juli 1602, var en fransk militär.
Trots sin katolska tro anslöt sig Biron vid Henrik III:s död till Henrik IV, utmärkte sig lysande tapperhet och stor duglighet under kriget mot ligan och spanjorerna och blev snart en av kungen mest betrodda män. 1592 blev han amiral och 1594 marskalk av Frankrike. 1598 blev Biron hertig och även på andra sätt belönad. Redan 15959 hade han dock inlåtit sig i stämplingar med spanjorerna, något som senare fortsatte. Efter freden 1599 avslät Biron med Filip III och hertigen av Savoyen ett föredrag, enligt vilket Biron skulle organisera ett stort uppror i Frankrike mot att själv som suverän erhålla Bourgogne och av Filip Franche-Comté. Då strax därefter krig utbröt mellan Frankrike och Savoyen, skall Biron ha planerat mord på kungen, men modet svek honom. Henrik IV skall dock fått redda, och då Biron vägrade att erkänna, ställdes han inför parlamentet, dömdes till döden och avrättades.